# Бабадаг (планина)
Бабадашката планина (на румънски: Babadag) е планински масив в окръг Тулча, Северна Добруджа, Румъния.

## История
В местната преса от началото на ХХ век се говори за Бабадашкия балкан, който изобилства от липови дървета.
Мината Алтън тепе се намира в Бабдашката планина на югозапад от град Бабадаг и през 1917 г. се експлоатира за добив на медна руда. В края на Първата световна война производството на рудата е утроено под германско етапно управление.